# Rönsmyran
Rönsmyran är ett naturreservat i Överkalix kommun i Norrbottens län.
Området är naturskyddat sedan 2012 och är 2,8 kvadratkilometer stort. Reservatet omfattar våtmnarker kring Rönsbäcken och Lill-Rönsjärv och Mossamyrtjärnen  samt en sluttning med skog i sydost. Reservatet består av myrholmar med urskogsartad granskog med inslag av gamla björkar, granskog med inslag av lövträd samt i sydost tallskog.